# Impuesto sobre el Incremento de Valor de los Terrenos de Naturaleza Urbana
El Impuesto sobre el Incremento de Valor de los Terrenos de Naturaleza Urbana (IIVTNU), también conocido como plusvalía municipal o arbitrio de plusvalía, es un impuesto encuadrado en el Sistema tributario local de España, regulado en el Real Decreto Legislativo 2/2004, de 5 de marzo. Grava el incremento de valor de los terrenos urbanos puesto de manifiesto en el momento de la transmisión.
El Tribunal Constitucional, en sentencia de 26 de octubre de 2021, declararó la nulidad de determinados artículos de la ley del impuesto motivado por el método que utiliza para el cálculo de la base imponible, que hace inviable su aplicación, con la redacción original. La sentencia supone la tercera dictada por este tribunal desde 2017 sobre este impuesto. La  sentencia de 11 de mayo de 2017 ya declaró inconstitucionales y nulos algunos artículos del impuesto, en la medida que sometan a tributación situaciones de inexistencia de incrementos de valor.

## Antecedentes
Llamado tradicionalmente Arbitrio de Plusvalía, o plusvalía municipal, a diferencia de alguno de los otros impuestos locales, no fue introducido por la actual Ley reguladora de las Haciendas Locales, sino que goza de una larga tradición en el sistema tributario español como tributo local. 
La primera vez que se reguló un tributo de esta naturaleza fue en 1919. El tributo estaba configurado como un impuesto local, autónomo y ordinario, que gravaba las plusvalías o incrementos de valor producidos por los terrenos durante el período de tenencia por personas físicas y jurídicas, configurándose dos modalidades: 
- Arbitrio sobre el incremento del valor de los terrenos "stricto sensu", que afectaba a las personas físicas y que se devengaba cuando se producía la transmisión.
- La llamada Tasa de equivalencia, que la soportaban las personas jurídicas y se devengaba por períodos temporales uniformes de 10 años, cuyo fundamento era el someter a las personas jurídicas a un gravamen equivalente al de las personas físicas periódicamente, ya que la transmisión de terrenos en el ámbito de las sociedades era menos frecuente.

La actual Ley de Haciendas Locales introdujo un Impuesto sobre el Incremento de Valor de los Terrenos de Naturaleza Urbana de análoga naturaleza y denominación que el anterior, pero se introdujeron importantes novedades. Se mantuvieron las características generales de esa clase de tributos locales, que se han configurado como impuestos directos, reales, objetivos e instantáneos, que recaen sobre las rentas inmobiliarias que de forma extraordinaria se obtengan en el momento de realizar una transmisión.

## Características
Los caracteres fundamentales de ese impuesto son: 
- Directo: el objeto del impuesto es gravar el incremento que se obtenga por los sujetos pasivos cuando se realice la transmisión de terrenos urbanos. Se gravan así, las rentas que de forma extraordinaria obtenga determinada persona al realizar esa transmisión.
- Real y objetivo: las circunstancias personales del sujeto pasivo no se tienen en cuenta ni en el momento de configurar el hecho imponible ni tampoco cuando se determina la deuda tributaria.
- Instantáneo y no periódico: la obligación tributaria nace en el momento en que se realiza el hecho imponible configurado legalmente, siendo uno de los elementos configuradores de ese hecho la transmisión o negocio jurídico que manifieste ese incremento de valor
- Impuesto de establecimiento potestativo por parte de los ayuntamientos, por lo que se requiere la aprobación por el ayuntamiento de una ordenanza reguladora
- Sólo afecta a los terrenos urbanos: no están sujetos los incrementos de valor que experimenten los terrenos rústicos objeto de transmisión.

## Hecho imponible
El impuesto grava el incremento de valor que experimenten los terrenos de naturaleza urbana y que se ponga de manifiesto como consecuencia de: 
- La transmisión de la propiedad de los mismos por cualquier título.
- La constitución o transmisión de cualquier derecho real de goce, limitativo del dominio, sobre dichos terrenos.

El único supuesto de no sujeción se refiere al incremento de valor que experimenten los terrenos que tengan la consideración de rústicos a efectos del Impuesto sobre Bienes Inmuebles. El hecho imponible de este impuesto se estructura de manera compleja, en el sentido de que es necesario que concurran una serie de elementos para que nazca la obligación tributaria, así: 
- Que el terreno sea de naturaleza urbana.
- Que exista un incremento o aumento de valor del terreno en cuestión.
- Que exista transmisión o, en su caso, determinados negocios jurídicos traslativos del dominio o del goce y disfrute del terreno, instrumentos a través de los cuales se manifiesta el incremento patrimonial gravado.
- Acotamiento del incremento en un determinado período.

## Sujeto pasivo
La condición de sujeto pasivo puede recaer sobre personas físicas o jurídicas, así como entes sin personalidad jurídica. La norma distingue los siguientes supuestos: 
1. Si se trata de la transmisión de terrenos o la constitución o transmisión de derechos reales de goce limitativo del dominio, a título gratuito, la condición de sujeto pasivo recae sobre el adquirente del terreno o persona en cuyo favor se constituya o transmita el derecho real.
2. Si las operaciones indicadas se realizan a título oneroso, la condición de sujeto pasivo recae sobre el transmitente del terreno o la persona o entidad que constituye o transmite el derecho real de goce. Si el contribuyente es persona física no residente en España, recibe la condición de sujeto pasivo sustituto la persona o entidad que adquiera el terreno, o a cuyo favor se constituya o transmita el derecho real.

## Base imponible
La base imponible del impuesto está constituida por el incremento de valor de los terrenos de naturaleza urbana puesto de manifiesto en el momento de la transmisión y experimentado a lo largo de un período máximo de 20 años. 
El incremento real del valor del terreno se determina aplicando al valor del terreno al tiempo del devengo el porcentaje anual fijado por el Ayuntamiento para el período que comprenda el número de años en que dicho incremento se ha puesto de manifiesto. 
El valor del terreno, es el valor del mismo a efectos del impuesto sobre bienes inmuebles, es decir el valor catastral 

## Tipo de gravamen
El tipo de gravamen del impuesto será el fijado por cada Ayuntamiento, sin que dicho tipo pueda exceder del 30%. 
Dentro de este límite, los Ayuntamientos podrán fijar un solo tipo de gravamen o uno para cada uno de los períodos de generación del incremento de valor.